# Запунтел
Запунтел (хорв. Zapuntel) — населений пункт у Хорватії, у Задарській жупанії у складі міста Задар.

## Населення
Населення за даними перепису 2011 року становило 42 осіб.
Динаміка чисельності населення поселення:

## Клімат
Середня річна температура становить 15,66 °C, середня максимальна – 26,57 °C, а середня мінімальна – 3,92 °C. Середня річна кількість опадів – 856 мм.
| Клімат поселення                              | Клімат поселення | Клімат поселення | Клімат поселення | Клімат поселення | Клімат поселення | Клімат поселення | Клімат поселення | Клімат поселення | Клімат поселення | Клімат поселення | Клімат поселення | Клімат поселення | Клімат поселення |
| Показник                                      | Січ.             | Лют.             | Бер.             | Квіт.            | Трав.            | Черв.            | Лип.             | Серп.            | Вер.             | Жовт.            | Лист.            | Груд.            |                  |
| Середній максимум, °C                         | 12,40            | 12,28            | 14,04            | 17,18            | 22,32            | 26,49            | 26,57            | 26,35            | 21,86            | 18,69            | 14,74            | 11,47            |                  |
| Середня температура, °C                       | 8,20             | 8,11             | 9,86             | 13,00            | 18,15            | 22,30            | 24,68            | 24,47            | 19,98            | 16,80            | 12,85            | 9,58             |                  |
| Середній мінімум, °C                          | 4,03             | 3,92             | 5,67             | 8,81             | 13,95            | 18,12            | 22,78            | 22,58            | 18,10            | 14,89            | 10,95            | 7,69             |                  |
| Норма опадів, мм                              | 73               | 60               | 60               | 64               | 59               | 56               | 31               | 52               | 97               | 107              | 106              | 91               |                  |
| Середньомісячна швидкість вітру, м/с          | 3.02             | 3.13             | 3.30             | 3.10             | 2.73             | 2.58             | 2.54             | 2.48             | 2.66             | 2.83             | 3.43             | 3.28             |                  |
| Середньомісячна сонячна радіація, кДж/м²·день | 4893             | 7720             | 11423            | 16249            | 20764            | 22754            | 24455            | 21149            | 15448            | 9904             | 5385             | 4135             |                  |
| --------------------------------------------- | ---------------- | ---------------- | ---------------- | ---------------- | ---------------- | ---------------- | ---------------- | ---------------- | ---------------- | ---------------- | ---------------- | ---------------- | ---------------- |
| Джерело:                                      |                  |                  |                  |                  |                  |                  |                  |                  |                  |                  |                  |                  |                  |